# Channa harcourtbutleri
Channa harcourtbutleri är en fiskart som först beskrevs av Annandale, 1918.  Channa harcourtbutleri ingår i släktet Channa och familjen Channidae. IUCN kategoriserar arten globalt som nära hotad. Inga underarter finns listade i Catalogue of Life.